# Monica Lo
Pour les articles homonymes, voir Monica et Lo.
Monica Lo, née le 26 septembre 1978 à Toronto, est une actrice canadienne d'origine chinoise.
Elle se produit parfois sous le nom de Suk Yee Lo.

## Biographie
En 1997, elle a remporté le concours de beauté Miss Chinese International.

## Filmographie
- 1993 : Mie men can an zhi nie sha
- 2000 : Pau ma dei dik yuet gwong
- 2001 : Chung chong ging chaat
- 2001 : Yuet moon pau sai waan
- 2001 : Qi hao cha guan
- 2002 : Fung lau ga chuk
- 2002 : Gon chaai lit feng
- 2002 : Saai sau kwong lung
- 2002 : Che goh ha tin yau yee sing
- 2002 : Chek law dak gung : Student murdered in Cage
- 2002 : Shou zu qing shen : Ching-ching
- 2003 : Yau yen faan jiu
- 2003 : Fei dian ren sheng : Ling
- 2003 : Un aller pour l'enfer (Belly of the Beast) : Lulu
- 2004 : Ngoh dik da gau fu mo
- 2004 : Dzin yoeng saam bo
- 2004 : Mak dau sin sang : Lucy
- 2008 : Petites Diablesses (Legacy) : Mai